# Martín Nucio

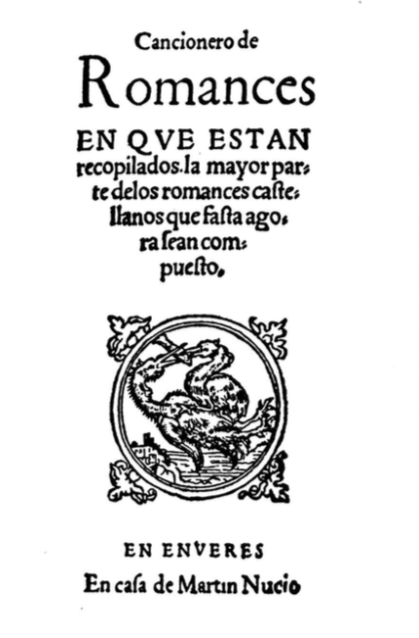
Portada del Cancionero de Romances, impreso en Amberes por Martín Nucio.

Martín Nucio, Martin Nucio, Martin Nutius o Martin Nuyts (Meer, 1515 – 1558), fue un impresor y editor flamenco, activo en Amberes desde 1540 hasta 1558.

## Biografía
Siendo joven, se fue a Amberes donde aprendió y aprobó el título de maestro impresor en la Guilda de San Lucas en 1540 bajo el toponímico de Martin Vermeeren y el 31 de diciembre de 1544 recibió la ciudadanía de Amberes con el patronímico de Martin Nuyts, hijo de Jean.
Inició su actividad empleado por Joannes Steelsius (fl. 1533-1562) y su primera suscripción fue al colofón de la biografía de Erasmo de Róterdam escrita por Beato Renano y publicada por él en 1540, donde firmó con el toponímico latinizado: «Excudebat Martinus Meranus».
A partir de 1543 se independizó e hizo una traducción hispano-flamenca de los Psalmos y comentarios de Hernando de Jarava.
Del privilegio imperial que le concedió Carlos V el 8 de julio de 1544, que contenía el derecho de impresión durante tres años para determinadas obras en español, se desprende que Nutius residía entonces en Amberes, casado hace tres años con Marie Borrewater y con hijos, uno de ellos, Felipe, que le sucedería años después en el negocio. También nos enteramos de la noticia de que en el pasado, había vivido durante años en España y había aprendido la lengua ("ipse olim certis annis habitavit in nostris regnis Hispaniarum et ibidem linguam illam vernaculam didicit").
Recopiló e imprimió un libro fundamental de la literatura española, el Cancionero de romances,  un cancionero que recogía poemas en lengua castellana de siglos anteriores. Aunque la edición original no llevaba el año de impresión, se presume que se hizo alrededor de 1547 y 1548. Otra edición posterior se realizó en 1550.
El Cancionero constaba de 156 romances, precedidos de un prólogo, en el que el autor, consciente de los posibles errores, causados por una tradición oral errónea y también por los archivos corruptos de los que se nutrió, enmendó los romances imperfectos, e intentó hacer una clasificación de los romances según sus temas. Primero ordenó los que hablaban de acontecimientos de tema carolingio, luego los que contaban historias castellanas, después los que trataban de Troya, y sólo por último los que trataban asuntos de amor. Sin embargo, aunque el autor intentó esta clasificación, al final hubo una mezcla de romances.
Los romances españoles se empezaron a imprimir en pliegos sueltos o de cordel como los romances vulgares que utilizaban los juglares ambulantes. Pero se empezaron a recopilar en colecciones que se imprimieron sobre todo en Amberes a mediados del siglo XVI, de los que Nucio fue uno de los principales representantes. Nuncio se especializó principalmente en editar libros de formato pequeño y portada simple con la marca del impresor y tipografía redonda y cursiva de cuerpo pequeño como en el Cancionero de 1550. Se conocían como libros de faltriquera.
Desde 1546 su marca tipográfica era la de dos cigüeña, que aparecerá también en las de sus sucesores. Primero, se las representa volando en el aire, el macho trayendo un pez a la hembra; a partir de 1550, la marca muestra al macho acercando el pez a la hembra, que está empollando en el nido. A partir de 1552, una anguila sustituyó al pez que hasta entonces estaba. El lema que rodeaba este emblema era: Pietas homini tutissima virtus.